# Hubert Alexander Maurits van Asch van Wijck (1815-1868)
Jhr. Hubert Alexander Maurits van Asch van Wijck (Utrecht, 24 september 1815 - Assen, 2 februari 1868) was een Nederlands antirevolutionair politicus.
Van Asch van Wijck was een van de volgelingen van Groen van Prinsterer in de Tweede Kamer der Staten-Generaal.
Hij was een telg uit een Utrechts adellijk geslacht, de familie Van Asch van Wijck; zijn vader Hubert Matthijs Adriaan Jan van Asch van Wijck was ook Kamerlid.
Hubert Alexander Maurits van Asch van Wijck was advocaat in Utrecht en later rechter; hij bekleedde diverse bestuurlijke functies en sloot zijn loopbaan af als Commissaris van de Koning in Drenthe.
- Biografisch Portaal: 11039112
- International Standard Name Identifier: 0000 0000 3931 6054
- Library of Congress Control Number: no90001672
- Nederlandse Thesaurus van Auteursnamen: 085517860
- Parlement.com: vg09lkxirqqa
- Virtual International Authority File: 68487694
- WorldCat: E39PBJkp8CcRPwpwxjrF4m9v73